# Valéncia Hui
Valéncia Hui va ser un diari valencià d'ideologia estatista aparegut el 28 de novembre de 2006 i tancat en juny de 2008.
La publicació era escrita majoritàriament en castellà i amb pocs articles, sobretot els d'opinió, en valencià, intentant seguir les directrius ortogràfiques de la RACV, tot i que també hi havia articles que no seguien cap gramàtica concreta.

## Història
El periòdic fou creat el 2006 per part dels empresaris valencians Juan Lladró (propietari de la firma Lladró) i Héctor Gimeno, que després dels intents de compra fallits del Diario de Valencia decidiren crear un nou rotatiu que atraguera al mateix públic que aquest.
Tanmateix, amb només dos anys de vida, el 28 de juny de 2008, aquest diari va tancar la seua edició en paper. Alhora, feia una nota de premsa, dient que es "passaven a Internet, a la nova tecnologia" al·ludint que "era més barat i més còmode". Dues setmanes després d'aquestes declaracions per part del periòdic, Valéncia Hui no s'imprimeix, i tampoc té activa la seua pàgina web.

## Connotacions ideològiques
Les connotacions ideològiques de nacionalisme d'estat del diari eren variades, començant pel mateix nom Valéncia, amb accent agut, tal com propugnen des de la RACV. També les seccions del diari tenien connotacions com ara Regne substituint a Comunitat Valenciana o Deports en compte d'Esports.
L'any 2007 el diari començà la publicació d'una sèrie d'articles contra l'AVL que anomena AVL, historia de una traición (AVL, història d'una traïció en valencià) en el qual es donava la particular visió del blaverisme del conflicte lingüístic valencià culpant l'AVL de traïció al regionalisme per catalanitzar la «llengua valenciana».